# جوني دويل
جوني دويل (بالإنجليزية: Johnny Doyle)‏ (11 مايو 1951 بأودينغستن في المملكة المتحدة - 19 أكتوبر 1981 في المملكة المتحدة) هو لاعب كرة قدم بريطاني في مركز جناح ‏. شارك مع منتخب اسكتلندا تحت 21 سنة لكرة القدم ومنتخب اسكتلندا لكرة القدم. أما مع النوادي، فقد لعب مع نادي سلتيك ونادي آير يونايتد.

## مسيرته الكروية
لعب جوني دويل خلال مسيرته الاحترافية مع ناديين في اثنا عشر موسمًا وسجل خلالها 39 هدفًا ضمن 271 مباراة. حيث فاز في موسمين بالكأس وفي ثلاثة مواسم بالدوري.
خاض جوني دويل مسيرته مع نادي آير يونايتد في موسم 1970–71 ليلعب معه ستة مواسم، مشاركًا في 154 مباراة سجل خلالها 24 هدفًا. ثم انتقل إلى نادي سلتيك في موسم 1975–76 ليلعب معه ستة مواسم، حيث شارك في 117 مباراة سجل خلالها 15 هدفًا.

## وصلات خارجية
- جوني دويل على موقع الاتحاد الإسكتلندي (الإنجليزية)
- جوني دويل على موقع قاعدة بيانات كرة القدم.إي يو (الإنجليزية)
- جوني دويل على موقع ناشيونال فوتبول تيمز (الإنجليزية)